# Nothomiza melanographa
Nothomiza melanographa är en fjärilsart som beskrevs av Eugen Wehrli 1936. Nothomiza melanographa ingår i släktet Nothomiza och familjen mätare. Inga underarter finns listade i Catalogue of Life.